# Claudia Rauschenbach
Pour les articles homonymes, voir Rauschenbach.
Claudia Rauschenbach, née le 14 octobre 1984 à Chemnitz, est une patineuse sur glace allemande.

## Biographie

### Carrière sportive
Claudia Rauschenbach est la fille d'Anett Pötzsch et Axel Witt, le frère de Katarina Witt. Son beau-père est Axel Rauschenbach, ancien champion d'Allemagne de l'Est et d'Allemagne en couple avec Mandy Wötzel.
Claudia Rauschenbach a été sacrée championne d'Allemagne en couple avec Robin Szolkowy. Ils s'entraînaient à Chemnitz avec Monika Scheibe. Elle a arrêté sa carrière.

## Palmarès
| Compétition                   | 2000 | 2001 |  |  |  |  |  |  |  |  |  |  |  |  |
| Jeux olympiques d'hiver       |      |      |  |  |  |  |  |  |  |  |  |  |  |  |
| Championnats du monde         |      |      |  |  |  |  |  |  |  |  |  |  |  |  |
| Championnats d’Europe         |      |      |  |  |  |  |  |  |  |  |  |  |  |  |
| Championnats d'Allemagne      |      | 1er  |  |  |  |  |  |  |  |  |  |  |  |  |
| Championnats du monde juniors | 10e  | 9e   |  |  |  |  |  |  |  |  |  |  |  |  |
|                               |      |      |  |  |  |  |  |  |  |  |  |  |  |  |